# Nansenia antarctica
Nansenia antarctica is een straalvinnige vissensoort uit de familie van kleinbekken (Microstomatidae). De wetenschappelijke naam van de soort is voor het eerst geldig gepubliceerd in 1984 door Kawaguchi & Butler.